# 犯人蔵匿及び証拠隠滅の罪
犯人蔵匿及び証拠隠滅の罪（はんにんぞうとくおよびしょうこいんめつのつみ）は、刑法に規定された犯罪類型の1つで、犯人をかくまったり証拠を隠滅したりすることで、捜査や裁判など国家の刑事司法作用を阻害する犯罪のことをいう。

## 概説
犯人蔵匿及び証拠隠滅の罪は刑法第二編「罪」第七章に規定されている。国家的法益に対する罪に分類される。

## 犯人蔵匿罪
罰金以上の刑に当たる罪を犯した者または拘禁中に逃走した者を蔵匿し、または隠避させた者は、3年以下の拘禁刑または30万円以下の罰金に処せられる（刑法第103条）。

### 客体
本罪の客体は「罰金以上の刑に当たる罪を犯した者」または「拘禁中に逃走した者」である。
罰金以上の刑に当たる罪を犯した者
拘留または科料にしか当たらない罪（軽犯罪法違反など）を犯した者は、本罪の客体にならない。
「罪を犯した者」の意味について学説は大きく分けて、真犯人に限るとする説（A説とする）、真犯人および犯罪の嫌疑を受けて捜査中または訴追中の者とする説（B説とする）、真犯人及び蔵匿・隠避時の態様によって真犯人であると強く疑われる者であるとする説（C説とする）がある。判例はB説を採る（最判昭和24年8月9日刑集3巻9号1440頁）。公務執行妨害罪において行為時標準説を採用しているのと整合性がある。一方、A説も有力に主張されている。その根拠は、条文の文言である。
拘禁中に逃走した者
「拘禁中に逃走した者」には他者の奪取により拘禁状態を脱した者も含まれる（広島高判昭和28・9・8高形集6巻10号1347頁）。

### 行為
本罪の行為は「蔵匿」または「隠避」である。
判例・通説によれば、蔵匿とは、官憲の発見・逮捕を免れるような隠れ場を提供することをいい、隠避とは、蔵匿以外の方法により官憲による発見・逮捕を免れさせるべき一切の行為を含む（大判昭和5年9月18日刑集9巻668頁）。
具体的には、犯人として逮捕・勾留されている者を釈放させる行為も隠避にあたるから、身代わり犯人を仕立てることは隠避にあたるとされた（最決平成元年5月1日刑集43巻5号405頁）。一方、牧師の牧会活動が正当業務行為として違法性阻却事由となりうる（神戸簡判昭和50年2月20日刑月7巻2号104頁）とされた例もある。

### 共犯の問題
犯人の他人への教唆
犯人の自分に対する蔵匿・隠避は不可罰だが（期待可能性が低い）、他人を指示して自己に蔵匿・隠避を行わせた場合については争いがある。教唆罪成立説と不成立説が対立している。
判例は、教唆罪成立説を採る（最決昭和40年2月26日刑集19巻1号59頁等）。一方、不成立説の根拠の主たるものは、正犯として行った場合が不可罰だから、それより軽い教唆犯として行った場合は当然に不成立だというものである。
犯人の共犯者への教唆
共犯者に対する蔵匿・隠避については、自己および他の共犯者の利益のために蔵匿・隠避を行った場合、共犯者に対する犯人蔵匿・隠避が自身のための証拠隠滅としての側面を併有しているからといって、そのことから直ちにこれを不可罰とすることはできないとした下級審の判決がある（旭川地判昭57年9月29日刑月14巻9号713頁）。 実例として、和歌山出会い系サイト強盗殺傷事件では、共犯男性に県外への逃走を進めた首謀者の女は一連の殺傷事件やそれに絡む窃盗事件だけでなく犯人隠避罪でも有罪とされている。

### 罪数
- 同一事件で犯人が数名いる場合、数個の行為で犯人それぞれに蔵匿・隠避を行った場合、犯人一名ごとに独立の一罪を構成する（大判大正12年2月15日刑集2巻65頁）。
- 同一人を蔵匿し、かつ隠避させるのは包括的一罪となり、数人の犯人を一個の行為で蔵匿しまたは隠避させたときは観念的競合となる（最判昭和35年3月17日刑集14巻3号351頁）。

## 証拠隠滅罪
他人の刑事事件に関する証拠を隠滅し、偽造し、若しくは変造し、又は偽造若しくは変造の証拠を使用した者は、3年以下の拘禁刑又は30万円以下の罰金に処せられる（刑法第104条）。これらの行為によって犯人や被疑者の利益になるか否かは問わず、無実の人間を陥れようとする場合にも成立する（証拠隠滅により被告人に不利益を与えた事例として、大阪地検特捜部主任検事証拠改ざん事件参照）。

### 客体
本罪の客体は「他人の刑事事件に関する証拠」とされている。自己の刑事事件に関する証拠の隠滅は期待可能性が低く本罪を構成しない。
他人の刑事事件
「刑事事件」は現に係属中のものはもちろん将来刑事訴訟事件となりうるものを含む（大判明治45・1・15刑録18輯1頁）。
共犯者の証拠を隠滅した場合について本罪が成立するか否かで争いがある。成立説、不成立説、自己のためにする意思があれば成立しないとする折衷説に分かれている。
大審院時代の判例は判然としないが、成立説を採っていたとされる（大判大正7年5月7日刑録24輯555頁）。ただし、自己のためにする意思が欠けるときは成立するとした判例もある（大判大正8年3月31日刑録25輯403頁）。戦後、下級審では明快に折衷説を述べた判決が下されている（東京地判昭和36年4月4日判時274号34頁等）。
なお、自己の刑事事件について、他人に虚偽の偽証をさせることは、偽証教唆罪を構成し、証拠隠滅罪は成立しない（最決昭和28年10月19日刑集7巻10号1945頁）。
証拠
捜査段階の参考人も「証拠」にあたる（最決昭和36年8号17頁刑集15巻7号1293頁）。

### 行為
本罪の行為は「隠滅」、「偽造」、「変造」、また、偽造もしくは変造した証拠の「使用」である。
隠滅
判例・通説によれば、物理的な滅失のみならず、証拠の効力を滅失・減少させるすべての行為を指し、証拠の蔵匿も含む（大判明治43年3月25日刑録16輯470頁）。

### 共犯の問題
犯人蔵匿・隠避罪と同様に、他人を指示して自己の刑事事件に関する証拠を隠滅させた場合につき、教唆罪成立説と不成立説が対立しているが、判例は教唆罪成立説を採っている（最決昭和40年9月16日刑集19巻6号679頁）。

## 親族間の特例
犯人蔵匿罪（刑法第103条）及び証拠隠滅罪（刑法第104条）については、親族間の犯罪に関する特例があり、犯人又は逃走した者の親族がこれらの者の利益のために犯したときは、その刑を免除することができる（刑法105条）。

### 要件
犯人又は逃走した者の親族がこれらの者の利益のために犯人蔵匿罪（刑法第103条）及び証拠隠滅罪（刑法第104条）を実行した場合に刑法105条の適用がある。同時に親族関係にない他人の刑事事件に関係する証拠でもあることを認識して隠滅した場合には本条による刑の免除はないとするのが判例（大判昭和7年12月10日刑集11巻1817頁）であるが、少なくとももっぱら自己又は親族の利益のためのときは本条の適用を認めるべきとする反対説もある。

### 効果
刑の任意的免除である（刑法105条）。歴史的には儒教思想のもとでは不可罰とされてきたが、このような行為は期待可能性は小さいが本人ほどでなく違法性も大きいことから、1947年（昭和22年）の刑法改正により刑の任意的免除に改められている。

### 共犯の問題
本条の適用をめぐっては教唆が関わったときに複雑になる。本人（犯人）、その親族、他人の三者関係について三つのケースが考えられる。
- 他人が本人の親族を教唆した場合（親族が正犯、他人が教唆犯）
  - 被教唆者たる本人の親族には本条の特例が適用される。
  - 教唆者たる他人については親族関係は及ばず、本条の特例を適用できないとするのが通説的見解である[4]。
- 本人の親族が他人を教唆した場合（他人が正犯、親族が教唆犯）
  - 被教唆者たる他人に親族関係はなく本条の特例は適用できない。
  - 教唆者たる本人の親族に特例が適用されるかについては争いがあるが、判例は、犯人隠避のケースについて、親族に犯人隠避教唆罪が成立するとした（大判昭和8年10月18日刑集12巻1820頁）。ただし、昭和22年に105条の条文が「之ヲ罰セス」から改正される前の事件であることに注意が必要である。
- 本人が親族を教唆した場合（親族が正犯、本人が教唆犯）
  - 被教唆者たる親族には本条の特例を適用できる。
  - 教唆者たる本人については、他人を教唆した場合に教唆罪が成立しない説（「共犯の問題」で既述）を採れば、そもそも親族特例の問題とならない。成立説も、正犯が刑を免除されうるのに準じて、教唆犯も刑を免除されうるべきであると主張している。

なお、親族が本人を教唆した場合、本人の行為は元々不可罰であるから、教唆者も不可罰になると考えられている。

## 証人等威迫罪
自己若しくは他人の刑事事件の捜査若しくは審判に必要な知識を有すると認められる者又はその親族に対し、当該事件に関して、正当な理由がないのに面会を強請し、又は強談威迫の行為をした者は、2年以下の拘禁刑又は30万円以下の罰金に処せられる（第105条の2）。 
暴力団による「お礼参り」を防止するため、1958年に行われた刑法一部改正の際に新設された犯罪類型であり、国の刑事司法作用に加え、個人（証人等）の意思決定の自由や私生活の平穏も保護法益とする。

### 客体
本罪の客体は「自己若しくは他人の刑事事件の捜査若しくは審判に必要な知識を有すると認められる者又はその親族」である。

### 行為
本罪の行為は面会の強請あるいは強談威迫である。

## 組織的犯罪処罰法の特則
組織的な犯罪の処罰及び犯罪収益の規制等に関する法律には本罪の特則規定が置かれており、禁錮以上の刑が定められている罪に当たる行為が、団体の活動として、当該行為を実行するための組織により行われた場合、その罪に係る犯人隠避、証拠隠滅、証人等威迫に該当する行為については、3年以下の拘禁刑又は10万円以下の罰金に処せられる（組織的犯罪処罰法7条1号、2号、3号）。